# Spaniacris deserticola
Spaniacris deserticola é uma espécie de insecto da família Acrididae. 
Pode ser encontrada nos seguintes países: México e nos Estados Unidos da América. 